# Liste der Gemeindeverbände im Département Seine-et-Marne
Das Département Seine-et-Marne liegt in der Region Île-de-France in Frankreich. Es untergliedert sich in 23 Gemeindeverbände (Stand: 1. Januar 2020).
Siehe auch: Liste der Gemeinden im Département Seine-et-Marne

## Gemeindeverbände

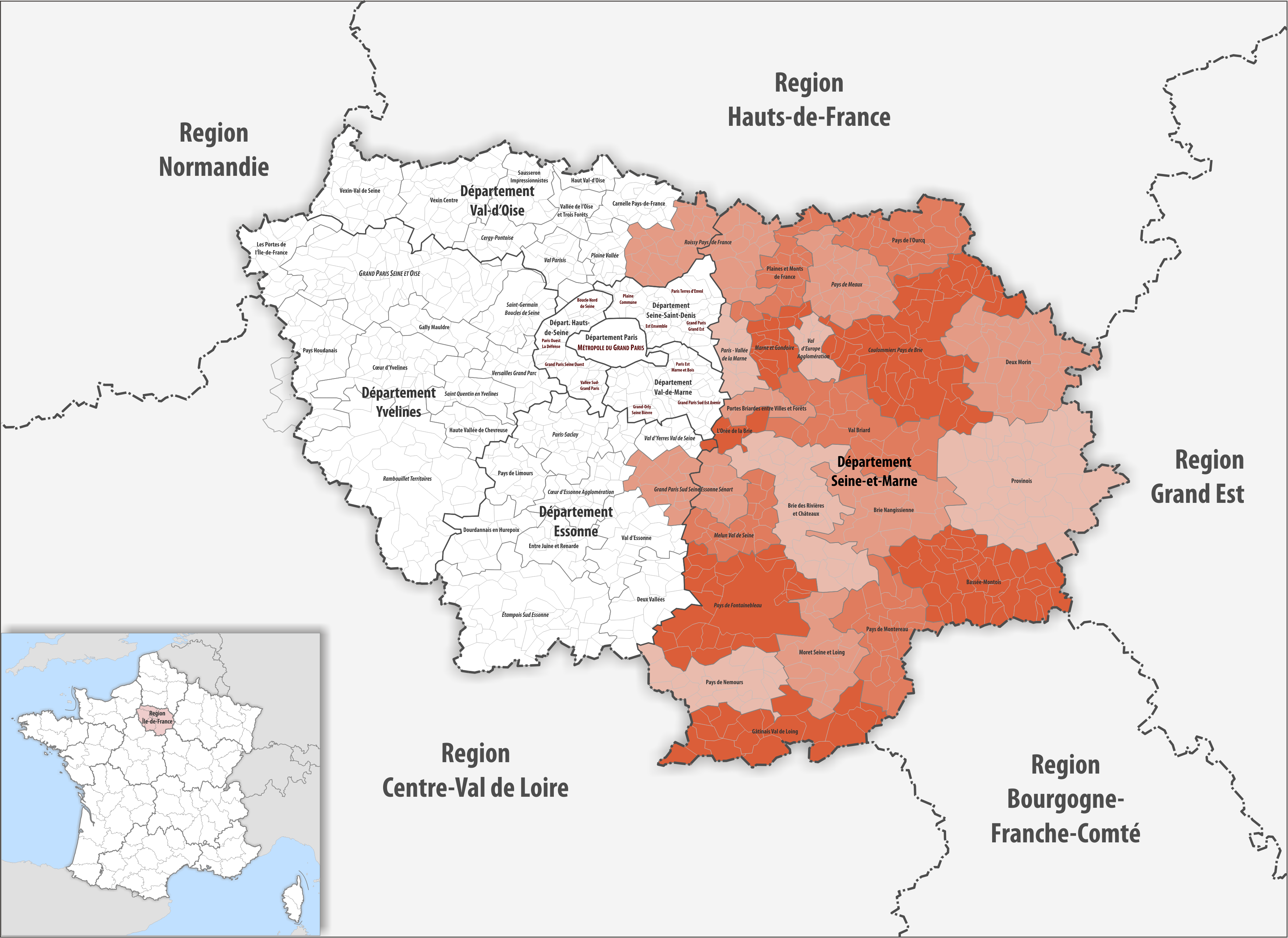
Gemeindeverbände im Département Seine-et-Marne

| Gemeindeverband                        | Gemeinden im Départ./Verband | Einwohner 1. Januar 2022 | Fläche km² | Dichte Einw./km² | SIREN- Nummer | Rechtsform                 | Gründungsdatum    |
| -------------------------------------- | ---------------------------- | ------------------------ | ---------- | ---------------- | ------------- | -------------------------- | ----------------- |
| Bassée-Montois                         | 42/42                        | 23.165                   | 421,81     | 55               | 200 040 251   | Communauté de communes     | 1. Januar 2014    |
| Brie Nangissienne                      | 20/20                        | 28.330                   | 294,10     | 96               | 247 700 701   | Communauté de communes     | 29. August 2005   |
| Brie des Rivières et Châteaux          | 31/31                        | 40.561                   | 366,18     | 111              | 200 070 779   | Communauté de communes     | 10. Dezember 2016 |
| Coulommiers Pays de Brie               | 54/54                        | 95.640                   | 582,65     | 164              | 200 090 504   | Communauté d’agglomération | 1. Januar 2018    |
| Deux Morin                             | 31/31                        | 26.471                   | 394,23     | 67               | 200 072 544   | Communauté de communes     | 19. Dezember 2016 |
| Gâtinais-Val de Loing                  | 20/20                        | 18.432                   | 338,04     | 55               | 200 023 919   | Communauté de communes     | 30. Dezember 2009 |
| Grand Paris Sud Seine-Essonne-Sénart   | 8/23                         | 361.024                  | 221,19     | 1.632            | 200 059 228   | Communauté d’agglomération | 15. Dezember 2015 |
| Marne et Gondoire                      | 20/20                        | 110.064                  | 105,03     | 1.048            | 247 700 594   | Communauté d’agglomération | 28. November 2001 |
| Melun Val de Seine                     | 20/20                        | 139.112                  | 153,21     | 908              | 247 700 057   | Communauté d’agglomération | 19. November 1972 |
| Moret Seine et Loing                   | 18/18                        | 39.247                   | 228,24     | 172              | 247 700 032   | Communauté de communes     | 29. Dezember 1972 |
| Orée de la Brie                        | 3/4                          | 28.829                   | 49,56      | 582              | 247 700 644   | Communauté de communes     | 5. Dezember 2003  |
| Paris-Vallée de la Marne               | 12/12                        | 232.536                  | 95,81      | 2.427            | 200 057 958   | Communauté d’agglomération | 1. Januar 2016    |
| Pays de Fontainebleau                  | 26/26                        | 69.205                   | 437,38     | 158              | 200 072 346   | Communauté d’agglomération | 19. Dezember 2016 |
| Pays de Meaux                          | 26/26                        | 110.552                  | 214,43     | 516              | 200 072 130   | Communauté d’agglomération | 16. Dezember 2016 |
| Pays de Montereau                      | 21/21                        | 45.085                   | 272,93     | 165              | 247 700 107   | Communauté de communes     | 23. April 1974    |
| Pays de Nemours                        | 21/21                        | 29.774                   | 224,83     | 132              | 200 023 240   | Communauté de communes     | 10. Oktober 2009  |
| Pays de l’Ourcq                        | 22/22                        | 17.365                   | 234,71     | 74               | 247 700 065   | Communauté de communes     | 13. Dezember 1973 |
| Plaines et Monts de France             | 20/20                        | 25.662                   | 144,65     | 177              | 200 033 090   | Communauté de communes     | 1. Juni 2013      |
| Portes Briardes entre Villes et Forêts | 5/5                          | 46.241                   | 67,45      | 686              | 200 023 125   | Communauté de communes     | 24. November 2009 |
| Provinois                              | 39/39                        | 34.302                   | 628,54     | 55               | 200 037 133   | Communauté de communes     | 2. April 2013     |
| Roissy Pays de France                  | 17/42                        | 362.933                  | 340,88     | 1.065            | 200 055 655   | Communauté d’agglomération | 9. November 2015  |
| Val Briard                             | 21/21                        | 29.261                   | 332,97     | 88               | 200 072 874   | Communauté de communes     | 23. Dezember 2016 |
| Val d’Europe Agglomération             | 10/10                        | 53.598                   | 69,43      | 772              | 247 700 339   | Communauté d’agglomération | 8. Juli 1987      |